# Église Corpus Christi de Rome
Pour les articles homonymes, voir Église du Corpus Christi.
L’église du Corpus Christi est une église de Rome située dans le rione Ludovisi, via Sardegna.
L'église a été construite en 1904 par l'architecte Luigi Senigallia avec le monastère des Sœurs Capucines cloîtrées. Le complexe, en 1954, passa aux Frères mineurs capucins qui en firent le siège de leur curie générale à Rome.
L'église est construite en briques, dans un style néo-roman ; l'intérieur a une seule nef.